# Hilderich

Denar/Nummus des Hilderich

Hilderich, auch Hildericus, Hilderix, Hildirit, Hildimer (* um 457; † 533 in Karthago), war ein Enkel des weströmischen Kaisers Valentinian III. und von 523 bis 530 König der Vandalen in Africa. Hilderich war ein Enkel des Geiserich und Sohn des Hunerich und der Eudocia, der Tochter des Valentinian III. In ihm verband sich also die Theodosianische Dynastie, die von 364 bis 455 das Römische Reich regiert hatte, mit dem vandalischen Herrscherhaus der Hasdinger, die von 429 bis 534 über Africa herrschten.

## Familie
Hilderichs Großvater, König Geiserich, hatte die Vandalen 429 über die Iberische Halbinsel nach Nordafrika geführt und suchte fortan die Anerkennung durch den weströmischen Kaiser. Dies gelang im römisch-vandalischen Friedensvertrag von 442, durch die Herrschaft der Vandalen über die ehemals römische Provinz Africa legitimiert wurde. Um den Vertrag zu besiegeln, wurde Geiserichs Sohn Hunerich mit Kaiser Valentinians Tochter Eudocia verlobt. Unter Valentinians Nachfolger Petronius Maximus wurde die Verlobung 455 einseitig aufgelöst, da der neue Kaiser seinen eigenen Sohn mit Eudocia verheiraten wollte. Dieser Affront war Anlass der Plünderung Roms durch die Vandalen, in deren Zug Eudocia nach Africa entführt und mit Hunerich verheiratet wurde. Dieser Verbindung entstammt Hilderich.

## Herrschaft als König der Vandalen
Hilderich wurde nach dem Tod seines Vetters Thrasamund im Jahr 523 nach den Regeln des Senioratsprinzips zum König der Vandalen erhoben. Hilderich suchte eine Annäherung an das oströmische Reich, indem er die Unterdrückung der Katholiken im Vandalenreich beendete. Zuvor exilierte Bischöfe durften nach Africa zurückkehren, der Neubau von Kirchen wurde erlaubt. Unter Hilderich erhielt die Residenzstadt Karthago einen eigenen katholischen Metropoliten.
Die von Hilderich angestrebte Gleichstellung von katholischer Kirche (der römischen Mehrheitsbevölkerung in Africa) und arianischer Konfession (der Vandalen) provozierte eine innenpolitische Opposition, die von Thrasamunds Witwe, der ostgotischen Prinzessin Amalafrida, angeführt wurde. Nachdem ihr mit verbündeten Maurenstämmen geplanter Putschversuch gegen Hilderich gescheitert war, wurde sie inhaftiert und um 525 ermordet. Die Hinrichtung Amalafridas und die kulturelle sowie religiöse Hinwendung zu Ostrom belastete das Verhältnis zu den Ostgoten, die über Italien herrschten. Die Goten mussten befürchten, dass Konstantinopel und Karthago gemeinsam gegen sie vorgehen würden. Auch konnte Hilderich jederzeit die Getreideexporte nach Italien drosseln und so die Gotenherrschaft gefährden. Um die Vandalen aus dem Bündnis mit Ostrom herauszudrängen, rüstete der ostgotische König Theoderich im Frühjahr 526 eine Kriegsflotte. Sein Tod im selben Jahr verhinderte aber einen Krieg.
Hilderichs Hinwendung zu Ostrom schlug sich in der Verehrung seiner kaiserlichen Vorfahren und in der Münzprägung nieder: So ließ er auf seine Münzen zum Teil nicht sein Porträt, sondern das des römischen Kaisers Justin I. prägen, mit dem er in gutem Einvernehmen stand. Zuvor waren die Vandalen die einzigen reges des Westens gewesen, die dieses Privileg des Kaisers missachtet hatten.

## Sturz und Ende
Um den Kurs seiner Herrschaft dauerhaft abzusichern, versuchte Hilderich, mit der von Geiserich festgelegten Herrschaftsfolge zu brechen, der zufolge dem jeweils nächstältesten männlichen Verwandten der Thron zustand. Regulär hatte Gelimer, der älteste Sohn von Hilderichs Cousin Geilarith, dieses Anrecht. Hilderich strebte allerdings an, die Herrschaft in dem Familienzweig seines Vaters Hunerich zu belassen. Wohl in diesem Zusammenhang betonte der Hofpoet Luxorius, Hilderich sei als Nachkomme Geiserichs und Valentinians III. der "Erbe einer Zwillingskrone" (gemini diadematis heres; Anth. Lat. 206). Selbst ohne männlichen Nachfolger, bevorzugte er seinen Neffen Hoamer, dem er das militärische Kommando übertrug. Als Hoamer im Kampf gegen aufständische Mauren das Kriegsglück verließ, nutzte Gelimer, der fürchtete, bald um die Thronfolge gebracht zu werden, die aufkommende Unzufriedenheit mit Hilderich und setzte ihn, unterstützt von den traditionellen Eliten, gefangen.
Als Kaiser Justinian Gelimer nicht als rex anerkannte und 533 nach einigem Zögern den Krieg gegen die Vandalen eröffnete, um Hilderich wieder einsetzen zu lassen, ließ Gelimer im September, nachdem der kaiserliche Feldherr Belisar mit einem Expeditionskorps in Nordafrika gelandet war, Hilderich und dessen Neffen Hoamer sowie Euageis durch seinen Bruder Ammatas in Karthago hinrichten, um zu verhindern, dass sie angesichts des Erscheinens der Oströmer wieder auf den Thron gelangen könnten.